# Публий Корнелий Сципион (консул 56 года)
Публий Корнелий Сципион (лат. Publius Cornelius Scipio) (около 20 — после 56 года) — римский военный и политический деятель, консул в 56 году.
Публий Корнелий Сципион — сын Публий Корнелий Лентул Сципион (консула-суффекта в 24 году), имел сводную сестру — Поппею Сабину и сводного брата — Публия Корнелия Сципиона Азиатика.
В 56 году занимал должность ординарного консула с коллегой Квинтом Волузием Сатурнином, который, возможно, был его двоюродным братом.